# Casa d'Antoni de Castellví i Ambrós
La casa d'Antoni de Castellví i Ambrós és un edifici de Flix (Ribera d'Ebre) inclòs a l'Inventari del Patrimoni Arquitectònic de Catalunya. Està situada dins del nucli urbà de la població de Flix, al costat del temple parroquial de la Mare de Déu de l'Assumpció i formant cantonada entre el carrer Major i l'avinguda de Catalunya, davant la plaça de l'Església.

## Descripció
Edifici cantoner de planta més o menys rectangular, distribuït en planta baixa i tres pisos, actualment segregat en tres finques independents, i amb la distribució interna completament transformada. La part més destacable de la construcció està orientada al carrer Major, a la planta baixa de l'edifici, i presenta un parament bastit en carreus de pedra escairats i disposats en filades. Es tracta d'un portal d'arc rebaixat adovellat, motllurat i bastit en pedra, amb la clau gravada amb un petit escut decorat amb motius geomètrics i vegetals, i coronat per una orla.
L'element destacable però és l'escut de la família Castellví, situat a la part superior del portal. Es tracta d'un escut de pedra que presenta com a motiu central una torre coronada per tres torretes, i està envoltat de motius ornamentals de temàtica geomètrica i vegetal. L'escut està coronat per una celada disposada de perfil i rematada amb diversos plomalls. Per acabar, al costat del portal d'accés principal, s'observen les empremtes d'una antiga obertura actualment tapiada, de la que es conserva la clau de pedra de la llinda, amb l'any 1863 gravat al mig.
La resta de la construcció, completament refeta, presenta els paraments arrebossats i pintats.

## Història
Casa bastida vers el 1863 com ho testimonia la data que es troba en una de les entrades de l'immoble, avui en dia tapiada
Tot i això és força probable que la casa tingui el seu origen a finals del segle xviii, donat que en un document del 28 de novembre de l'any 1793 apareixen nomenats els béns immobles declarats conjuntament per part dels dos germans Castellví, Antonio i Felipe. En el document s'esmenta que diverses cases situades al carrer Major eren de la seva propietat. Encara que en el document no s'especifica la situació física de l'immoble, descendents directes de la família Castellví han assenyalat la casa emplaçada al carrer Major 15 com la del document.
Aquesta casa també és coneguda amb el nom de Casa Gualda, denominació provinent dels últims propietaris de l'immoble, que l'habitaren a partir de mitjans del segle xix. El cognom Casagualda fa referència a un procurador de la família Castellví provinent de Reus. Anteriorment va ser propietat d'Antonio Castellví, propietari també del molí de Butxaquina, i nomenat ciutadà honrat de Barcelona el 10 de juny de 1805.